# Regió de Hlučín

Mapa de la Regió de Hlučín

La Regió de Hlučín (txec: Hlučínsko (familiarment Prajzsko); alemany: Hultschiner Ländchen; polonès: Kraik hulczyński) és una part de la Silèsia txeca a la Regió de Moràvia i Silèsia de la República Txeca. El nom prové de la ciutat més gran, Hlučín. La seva superfície és de 316,9 km² i l'any 2001 estava habitada per 73.914 habitants. Per tant, la seva densitat de població era de 233 habitants per km².

## Història
Els descobriments arqueològics suggereixen que l'àrea estava habitada des de 4500 - 2500 aC.
Els bisbats medievals d'Olomouc i Wrocław (l'antiga Breslau alemanya) van tractar de controlar el territori. Al final Olomouc va guanyar la disputa i l'àrea es va convertir en part del Marcgraviat de Moràvia. El 1269 Hlučín pertanyia a les terres que van ser segregades de Moràvia pel rei Ottokar II de Bohèmia com el Ducat d'Opava, governat pel seu fill il·legítim Nicolau I. Les diferències en la cultura, les tradicions i el desenvolupament econòmic de la resta de Moràvia van créixer amb el temps, principalment a causa de la germanització durant el procés de l'Ostsiedlung. Des del 1526, el Ducat de Troppau juntament amb les Terres de la Corona de Bohèmia varen ser part de la monarquia dels Habsburg.
La història de Hlučínsko com a entitat comença amb el Tractat de Breslau signat l'11 de juny del 1742 entre el Rei Frederic II de Prússia i l'emperadriu Maria Teresa d'Àustria. El 1740 Prússia havia començat la Primera Guerra de Silèsia i va conquerir la major part de Silèsia. Segons els termes del tractat, el Ducat de Troppau es dividia en dos: mentre que el sud de les terres del riu d'Opava continuaven en mans de la Silèsia austríaca, la part del nord al voltant de Hlučín passava a Prússia i s'incorporava a la Província de Silèsia. El 1816 s'incorporava a la nova Regierungsbezirk Oppeln (l'actual Opole polonesa) fins a la fi de la I Guerra Mundial amb la derrota alemanya.
Amb la desfeta germànica arran de la Gran Guerra, la regió de Hlučín es converteix en el centre d'una disputa internacional, ja que bona part dels seus habitants parlaven txec. El 4 de febrer de 1920 Hlučínsko va ser lliurat sense referèndum a Txecoslovàquia, d'acord amb l'art. 83 del Tractat de Versalles, encara que les enquestes suggerien que la seva gent se sentia més com Alts silesians i, sobretot, haurien preferit unir-se a la República de Weimar.
L'1 d'octubre de 1938 Hlučínsko va ser ocupada per l'Alemanya Nazi com a part del territori dels Sudets annexionada a Alemanya d'acord amb l'Acord de Múnic. Tanmateix, a diferència d'altres territoris txecoslovacs perduts, no es va incorporar a la Reichsgau Sudetenland sinó a la província prussiana de Silèsia (Alta Silèsia des de 1941). Després de la Segona Guerra Mundial Hlučínsko com la resta de "Sudetenland" va ser retornada a Txecoslovàquia. Amb la dissolució de Txecoslovàquia el 1993, la regió de Hlučín passa a formar part de la República Txeca.

## Municipis
Les ciutats es mostren en negreta.
Bělá (Bielau) - Bohuslavice (Buslawitz) - Bolatice (Bolatitz) - Darkovice (Groß Darkowitz) - Dolní Benešov (Beneschau) - Hať (Haatsch) - Hlučín (Hultschin) - Hněvošice (Schreibersdorf) - Chlebičov (Klebsch) - Chuchelná (Kuchelna) - Kobeřice (Köberwitz) - Kozmice (Kosmütz) - Kravaře (Deutsch Krawarn) - Ludgeřovice (Ludgierzowitz) - Markvartovice (Markersdorf) - Oldřišov (Odersch) - Píšť (Pyschcz / Sandau) - Rohov (Rohow) - Služovice - Strahovice (Strandorf) - Sudice (Zauditz) - Šilheřovice (Schillersdorf) - Štěpánkovice (Schepankowitz) - Třebom (Thröm) - Velké Hoštice (Groß Hoschütz) - Vřesina (Wreschin) - Závada (Zawada bei Beneschau)
Aquests municipis cooperen en la microregió Sdružení obcí Hlučínska des de 1992.
A la regió van pertànyer també antics municipis de Malé Hoštice (Klein Hoschütz), ara districte d'Opava, i Hosálkovice (Hoschialkowitz), Lhotka (Ellguth), Petkovice (Petershofen), Koblov (Koblau) i Antosovice (Antoschowitz), ara districtes o parts d'Ostrava.

## Atraccions
Hlučínsko es troba entre les muntanyes Beskids (a l'est) i Hrubý Jeseník (cap a l'oest). El Riu d'Opava flueix a través de Hlučínsko. La zona atrau els turistes, sobretot per les seves rutes amb bicicleta. Hi ha molts edificis històrics, una arquitectura única i costums populars.
Les atraccions principals són:
- Reserva natural Dařanec, a prop de Vřesina

- Castells a Hlučín, Kravaře, Šilheřovice, Dolní Benešov, Velké Hoštice, Chuchelná i Oldřišov

- Museus a l'aire lliure a Bolatice i Kobeřice

- Museu de les fortificacions a Hlučín

- Esglésies a Ludgeřovice i Hněvošice, i lloc de pelegrinatge a Píšť

- Llac Hlučín i altres llocs per nedar

## Regions associades
- Powiat de Głubczyce LAG, Polònia